# Josef Glogar
Josef Glogar (17. prosince 1891 Bernartice nad Odrou – 11. října 1969 Olomouc) byl římskokatolický kněz, který od roku 1952 až do své smrti vedl jako generální a následně kapitulní vikář olomouckou arcidiecézi.

## Život
Narodil se 17. prosince 1891 v Bernarticích nad Odrou jako syn malozemědělce, zedníka a kostelníka Floriána Glogara a Karolíny Glogarové. Josefa v dětství dost o ovlivnil místní farář Karel Hanák. Josef nejprve chodil do školy v Bernarticích nad Odrou, gymnázium pak studoval v Moravské Ostravě. Po gymnáziu se rozhodl pro teologii, kterou studoval v Olomouci, kde byl také vysvěcen 5. července 1915 biskupem Karlem Wisnarem na kněze. V roce 1920 se stal olomouckým dómským vikářem. Byl také výborný zpěvák, a proto v semináři vyučoval liturgickému zpěvu. Angažoval se v různých organizacích a spolcích, přispíval do novin a časopisů, byl zván na různé slavnosti jako kazatel.
Dne 1. září 1939 byl společně z dalšími církevními hodnostáři, kteří nebyli pohodlní okupantům, zatčen a nakonec skončil v koncentračním táboře Dachau. Zde vynikl svou statečností, například pomáhal pašovat dopisy, získal zde také kontakty na jiné duchovní, které po válce pak využil. Po válce se vrátil do Olomouce a zde se zapojil nejen zpět do církevního, ale i do politického života. Byl také činný ve Svazu protifašistických bojovníků. Dne 13. února 1951 se stal kanovníkem olomoucké kapituly.
V roce 1952 byl jmenován generálním vikářem. Jeho situace začínala být těžká, neboť musel jednat diplomaticky s tehdejším ateistickým režimem. Glogar byl generálním vikářem devět let. Dne 9. listopadu 1961 byl zvolen metropolitní kapitulou kapitulním vikářem. Ač byl již starý, tak byl stále aktivní a například roku 1963 se postaral o oslavu výročí příchodu sv. Cyrila a Metoděje na Moravu a v Olomouci v roce 1968 obnovil kněžský seminář. Za Glogarova působení také začala probíhat liturgická reforma. Jeho velkou snahou také bylo dostat do duchovní správy kněze z výroby, což se mu díky jeho diplomatickým schopnostem ve většině případů dařilo.
Zemřel 11. října 1969 a byl pohřben v rodných Bernarticích nad Odrou.